# Telecommunications Act de 1996
Pour les articles homonymes, voir Telecommunications Act.
Le Telecommunications Act de 1996 (littéralement, loi sur les télécommunications) est une révision majeure de la règlementation américaine de 1934 dans le domaine des services et des équipements de télécommunications. Elle a été approuvée le 8 février 1996 par le Président Bill Clinton. 
Cette loi, qui comprend près de quatre-vingts mesures, définit un cadre règlementaire pour l'ouverture à la concurrence de plusieurs segments de marché. Sont plus particulièrement concernés les services de téléphonie locale et longue distance, la distribution de télévision par le câble, la radiodiffusion, les services en ligne et la fabrication d’équipements.

## Incidences économiques
Afin de mieux situer les incidences de cette réforme, le seul marché de la téléphonie locale et longue distance aux États-Unis représentait en 1996 près de 190 milliards de dollars (plus de 1.000 milliards de francs de l'époque). Ce changement réglementaire, conjugué avec la possibilité pour les sociétés du secteur des TIC d'accéder à cette époque très facilement à des moyens financiers importants et avec l'arrivée de nouvelles technologies de réseau, a eu pour incidence de stimuler la création d'un très grand nombre d'opérateurs, de déclencher une vague de fusions-acquisitions sans précédent, et contribua de manière significative à la bulle technologique (voir l'article correspondant) de la fin des années 1990. L'onde de choc fut bien plus dévastatrice encore que celle créée par la loi américaine de 1984 qui conduisit au démantèlement d'AT&T.